# Mohamed Kanu
Mohamed Kanu   (Freetown, 5 de juliol de 1968), també conegut com a Ahmed Kanu, és un exfutbolista de Sierra Leone de la dècada de 1990. Fou internacional amb la selecció de futbol de Sierra Leone.
Pel que fa a clubs, destacà a diversos clubs belgues com Eendracht Aalst, KV Oostende, KSK Beveren i Cercle Brugge. Un cop retirat, fou entrenador.